# Baderhaus (Sommerach)

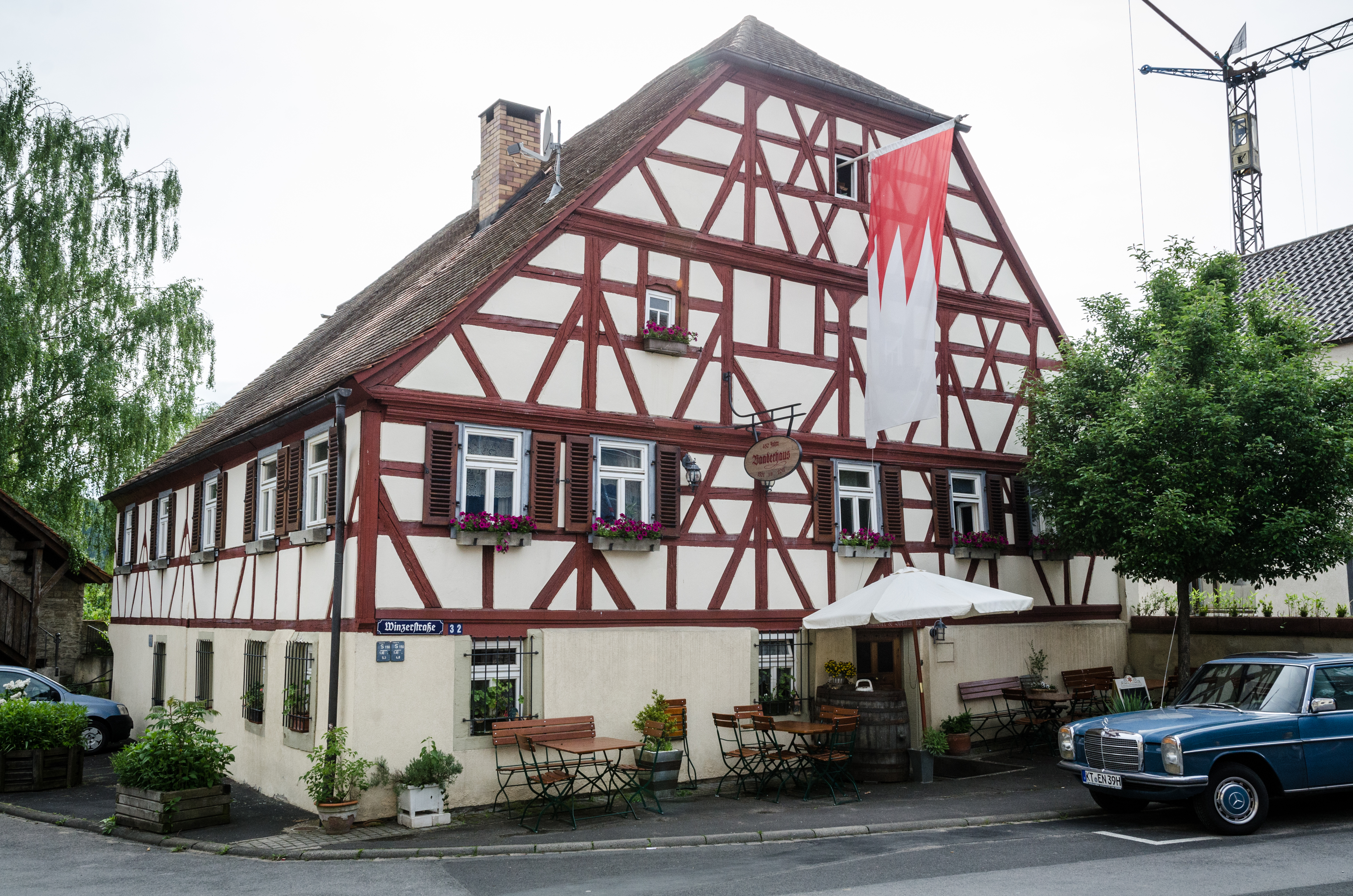
Das Baderhaus in Sommerach

Das sogenannte Baderhaus (von „Bader“) ist ein denkmalgeschütztes Wohnhaus in der unterfränkischen Gemeinde Sommerach. Es liegt an der Winzerstraße 32 und beherbergt heute einen Gastronomiebetrieb.

## Geschichte
Das Baderhaus spielte während des Mittelalters und der Frühen Neuzeit eine wichtige Rolle für die Hygiene im Dorf. Erstmals erwähnt wurde die Badestube bereits im 15. Jahrhundert. Wahrscheinlich ging sie auf eine geistliche Stiftung zurück, weil der Bader auch in späteren Jahrhunderten eng mit der katholischen Gemeinde verbunden blieb. Unterhalten wurden das Gebäude und die Werkzeuge des Baders von der Gemeinde Sommerach.
Das Kloster Münsterschwarzach erließ erstmals im Jahr 1450 eine Badeordnung. Danach war das Haus am Dienstag, Mittwoch, Donnerstag und am Samstag für die Körperreinigung geöffnet. Ein einfaches Bad kostete einen Pfennig, ein neuer Haarschnitt zwei Pfennige. Im 16. Jahrhundert wandelte sich der Beruf des Baders, der sowohl für die Wundversorgung als auch für die Körperhygiene und das Schneiden der Haare im Dorf zuständig war, von einem unehrenhaften zu einem ehrbaren Beruf. Das heutige Baderhaus könnte bereits 1561 bestanden haben.
Am Übergang zum 17. Jahrhundert betrieb Bernhard Holzhäuser das Badehaus. Angeblich wurde er von den Konkurrenten in Misskredit gebracht, indem man behauptete, die Syphilis verbreite sich über das Sommeracher Bad. Der Würzburger Fürstbischof Julius Echter von Mespelbrunn setzte daraufhin eine Kommission ein, die nach Befragungen den Bader freisprach. Wahrscheinlich waren die Anschuldigungen jedoch nicht aus der Luft gegriffen. Bernhard Holzhäuser verließ nach der Affäre Sommerach.
Das Ende der Sommeracher Badestube kam wenige Jahre später. Insbesondere im Dreißigjährigen Krieg schlossen viele Badestuben, weil Kunden ausblieben. In den folgenden Jahrhunderten wurde das Baden als vermeintlich überflüssig gebrandmarkt. In das Baderhaus zogen Bürger ein. Heute besteht in den Räumlichkeiten ein Gastronomiebetrieb. Das Baderhaus ist vom Bayerischen Landesamt für Denkmalpflege als Baudenkmal registriert.

## Beschreibung
Das Baderhaus ist ein zweigeschossiger Halbwalmdachbau in Fachwerkbauweise. Es geht in seiner heutigen Form auf das 18. Jahrhundert zurück. Im Kern stammt es wohl bereits aus der zweiten Hälfte des 16. Jahrhunderts. Das Haus hat heute moderne Fenster. Eine Figurennische wird nicht mehr genutzt.